# Pentwater
Pentwater est un village situé dans l’État américain du Michigan dans le comté d'Oceana. Selon le recensement de 2010, sa population est de 857 habitants.

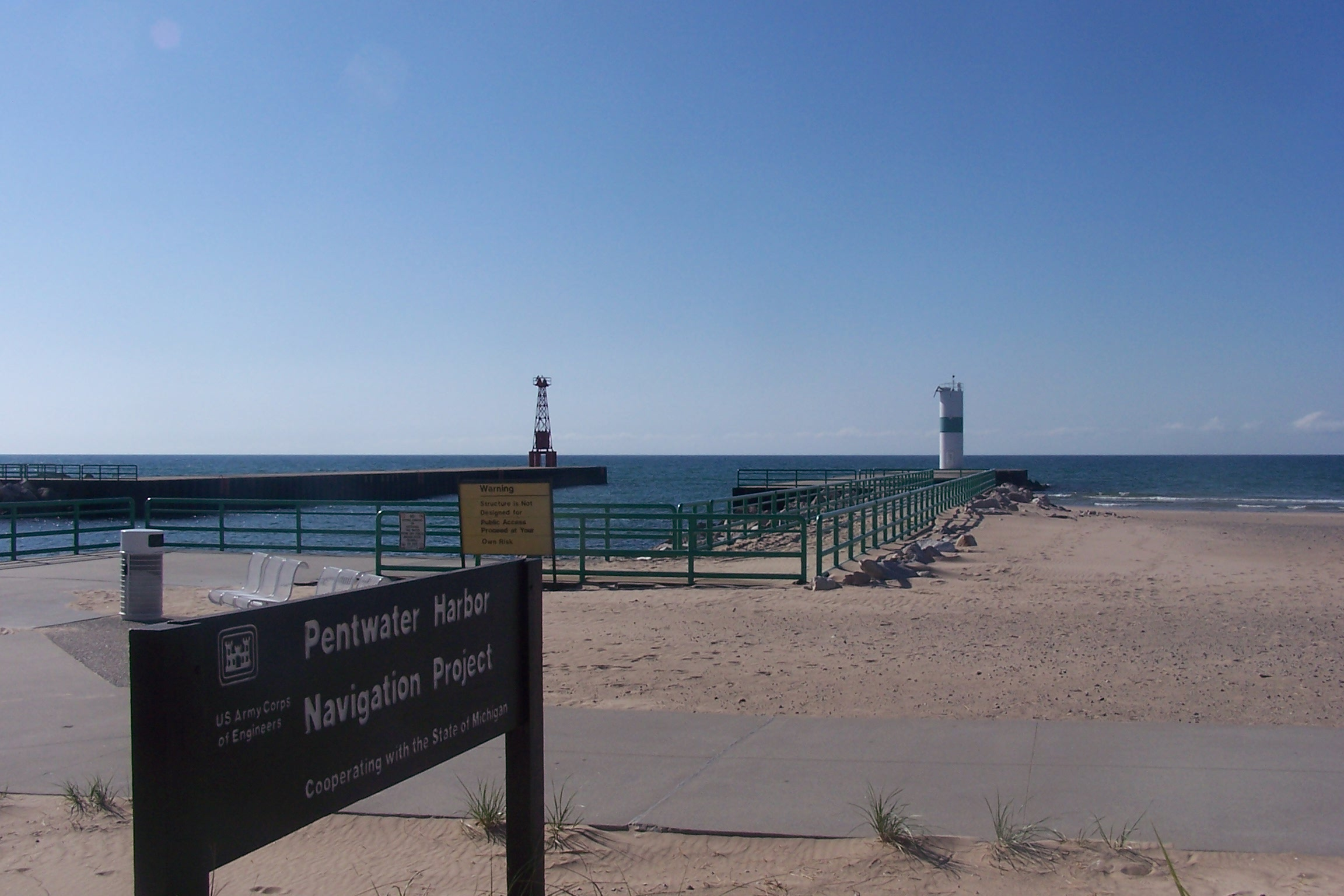
Port et plage de Pentwater